# Mitglieder der Württembergischen Landstände 1856 bis 1862
Diese Liste umfasst die Mitglieder der Württembergischen Landstände des Königreichs Württemberg in der Wahlperiode von 1856 bis 1862.
Während dieser Wahlperiode tagte der 20. ordentliche Landtag vom 20. Februar 1856 bis zum 23. Dezember 1861.

## Das Präsidium der Ersten Kammer (Kammer der Standesherren)
Präsident: Fürst Ernst zu Hohenlohe-Langenburg († 1860), gefolgt von Graf Albert von Rechberg zu Rothenlöwen und Hohenrechberg 

Vizepräsident: Fürst Friedrich von Waldburg zu Wolfegg und Waldsee

## Die Mitglieder der Ersten Kammer

### Prinzen des Hauses Württemberg
- Kronprinz Karl von Württemberg
- Königlicher Prinz Friedrich von Württemberg
- Königlicher Prinz August von Württemberg war in dieser Wahlperiode nie persönlich anwesend
- Herzog Alexander Konstantin von Württemberg
- Herzog Eugen II. von Württemberg († 1857)
- Herzog Eugen III. Alexander Erdmann von Württemberg  war nie persönlich anwesend
- Herzog Wilhelm von Württemberg war in dieser Wahlperiode nie persönlich anwesend
- Herzog Nikolaus von Württemberg war in dieser Wahlperiode nie persönlich anwesend
- Herzog Paul Wilhelm von Württemberg († 1860)
- Herzog Maximilian von Württemberg war persönlich anwesend
- Herzog Friedrich Alexander von Württemberg war nie persönlich anwesend und ließ sich vertreten
- Herzog Philipp von Württemberg seit 1861; war nie persönlich anwesend und ließ sich vertreten
- Herzog Ernst Alexander von Württemberg war nie persönlich anwesend

### Standesherren (Fürsten)
- Fürst Karl Egon III. zu Fürstenberg
- Fürst Karl Friedrich Ludwig zu Hohenlohe-Kirchberg († 1861). Die Linie starb mit dem Tode des Fürsten aus.
- Fürst Ernst zu Hohenlohe-Langenburg († 1860), gefolgt von seinem Sohn Fürst Hermann zu Hohenlohe-Langenburg
- Fürst Friedrich zu Hohenlohe-Waldenburg-Schillingsfürst war in dieser Wahlperiode nie anwesend
- Fürst Hugo zu Hohenlohe-Öhringen
- Fürst Karl zu Hohenlohe-Bartenstein wurde wegen mangelnder Befähigung vertreten.
- Fürst Albert zu Hohenlohe-Bartenstein-Jagstberg war zwar Standesherr, wurde jedoch wegen Minderjährigkeit in dieser Wahlperiode noch von anderen Standesherrn vertreten
- Fürst Karl Friedrich Kraft zu Oettingen-Wallerstein vertreten durch seinen Onkel Karl Anselm Kraft zu Oettingen-Wallerstein
- Fürst Maximilian Karl von Thurn und Taxis war nie persönlich anwesend
- Fürst Karl zu Löwenstein-Wertheim-Rosenberg unter Vormundschaft stehend
- Fürst Otto zu Oettingen-Spielberg war in dieser Wahlperiode nie anwesend
- Fürst Leopold von Waldburg zu Zeil und Wurzach († 1861), vertreten von seinem Sohn und Nachfolger Karl von Waldburg zu Zeil und Wurzach
- Fürst Konstantin von Waldburg zu Zeil und Trauchburg († 1862), vertreten von seinem Sohn und Nachfolger Wilhelm von Waldburg zu Zeil und Trauchburg
- Fürst Friedrich von Waldburg zu Wolfegg und Waldsee
- Fürst Alfred zu Windischgrätz († 1862), war nie persönlich anwesend
- Fürst Ferdinand zu Solms-Braunfels
- Fürst Adolf zu Löwenstein-Wertheim-Freudenberg († 1861)

### Standesherren (Grafen)
- Graf Gustav von Königsegg-Aulendorf
- Graf Hugo Waldbott von Bassenheim war nie persönlich anwesend. Seit 1861 ruhte die Stimme offiziell und erlosch 1875
- Graf Maximilian von Törring-Gutenzell († 1860) war nie persönlich anwesend
- Graf Otto Wilhelm von Quadt zu Wykradt und Isny
- Graf von Plettenberg-Mietingen dessen Stimme ruhte
- Graf Richard von Schaesberg-Thannheim († 1856), gefolgt von seinem Neffen Graf Julius von Schaesberg-Thannheim

### Standesherrliche Gemeinschaften
- Graf Kurt von Pückler-Limpurg
- Graf Richard zu Waldeck-Pyrmont

### Erblich ernannte Mitglieder
- Graf Albert von Rechberg und Rothenlöwen zu Hohenrechberg
- Graf Alfred von Neipperg vertreten von seinem Bruder Erwin Franz, Graf von Neipperg

### Auf Lebenszeit ernannte Mitglieder
- Fidel Baur von Breitenfeld
- Josef von Beroldingen
- Georg Heinrich von Bezzenberger trat 1859 in die Kammer ein
- Karl von Gärttner († 1861)
- Ernst von Geßler trat 1861 in die Kammer ein
- Heinrich von Harpprecht († 1859)
- Freiherr Karl von Holzschuher legte 1861 sein Mandat nieder
- Freiherr Carl von Linden
- Freiherr Eugen von Maucler († 1859)
- Freiherr Constantin von Neurath
- Andreas von Renner trat 1861 in die Kammer ein
- Karl Friedrich von Sigel trat 1859 in die Kammer ein
- Graf Johann Georg von Sontheim († 1860)
- Freiherr Karl von Waechter-Spittler

## Das Präsidium der Zweiten Kammer (Kammer der Abgeordneten)
Alterspräsident: Johannes von Schlayer 

Präsident: Friedrich von Römer 

Vizepräsident: Gustav von Rümelin bis April 1856, gefolgt 1857 von Dr. Gustav Duvernoy

## Die 23 bevorrechtigten Mitglieder der Zweiten Kammer

### Vertreter der Ritterschaft des Neckarkreises
- Freiherr Friedrich von Berlichingen[2]
- Freiherr Karl von Palm
- Freiherr Karl von Varnbüler

### Vertreter der Ritterschaft des Jagstkreises
- Graf Sigismund Clemens Philipp von Adelmann zu Hohenstadt
- Freiherr Adolf Hofer von Lobenstein
- Freiherr Karl von Woellwarth-Lauterburg

### Vertreter der Ritterschaft des Schwarzwaldkreises
- Freiherr Adolf von Gültlingen
- Freiherr Edmund von Ow
- Freiherr Johann Karl von Ow

### Vertreter der Ritterschaft des Donaukreises
- Graf Götz Christoph von Degenfeld
- Freiherr Moritz von Gemmingen-Guttenberg-Bonfeld
- Freiherr Wilhelm König von Königshofen
- Moritz Schad von Mittelbiberach

### Vertreter der evangelischen Landeskirche
- Generalsuperintendent von Heilbronn: Edmund von Sigel
- Generalsuperintendent von Ludwigsburg: Friedrich von Gerok , gefolgt 1860 von Dr. Albert von Binder
- Generalsuperintendent von Reutlingen: Dr. Christian Friedrich von Dettinger
- Generalsuperintendent von Hall: Gebhard von Mehring
- Generalsuperintendent von Tübingen: Christian Gottlob von Moser
- Generalsuperintendent von Ulm: Albert von Hauber

### Vertreter des Bistums Rottenburg
- Bischof von Rottenburg: Josef von Lipp ließ sein Mandat stets ruhen
- Domkapitular von Rottenburg: Thaddäus von Ritz
- Dienstältester katholischer Dekan: Thomas von Maier

### Kanzler der Universität Tübingen
- Karl von Gerber

## Die 70 gewählten Abgeordneten der Zweiten Kammer

### Die Abgeordneten der sieben „guten Städte“
| Stadt       | Name                                                   |
| ----------- | ------------------------------------------------------ |
| Stuttgart   | Arthur Conradi (legte sein Mandat 1858 nieder)         |
| Stuttgart   | Dr. August Ludwig Reyscher                             |
| Tübingen    | Dr. Johannes von Schlayer († 1860)                     |
| Tübingen    | Franz von Weber                                        |
| Ludwigsburg | Dr. Gustav von Rümelin (legte sein Mandat 1856 nieder) |
| Ludwigsburg | Karl Planck                                            |
| Ellwangen   | Josef Wurst                                            |
| Ulm         | Julius Schuster                                        |
| Heilbronn   | Karl David Metz                                        |
| Reutlingen  | Wilhelm Gratwohl                                       |

### Die Abgeordneten der Oberämter desNeckarkreises
| Oberamt           | Name                                       |
| ----------------- | ------------------------------------------ |
| Backnang          | Jakob Leonhard Griesinger                  |
| Besigheim         | Dr. Julius Hölder                          |
| Böblingen         | Sigmund Schott                             |
| Brackenheim       | Paul Vogel (legte sein Mandat 1861 nieder) |
| Brackenheim       | August Müller                              |
| Cannstatt         | Karl Keller                                |
| Esslingen         | Karl Deffner                               |
| Heilbronn (Amt)   | Christian Bernhard Nickel                  |
| Leonberg          | Franz Offerdinger                          |
| Ludwigsburg (Amt) | Christian Groß                             |
| Marbach           | Wilhelm Murschel                           |
| Maulbronn         | Karl August Fetzer                         |
| Neckarsulm        | Joseph Emerich († 1861)                    |
| Stuttgart (Amt)   | Johann Jakob Breuning                      |
| Vaihingen         | Franz Hopf                                 |
| Waiblingen        | Friedrich Viktor Steinbuch                 |
| Weinsberg         | Karl Friedrich Troll                       |

### Die Abgeordneten der Oberämter desJagstkreises
| Oberamt         | Name                                              |
| --------------- | ------------------------------------------------- |
| Aalen           | Dr. Moriz Mohl                                    |
| Crailsheim      | Georg Friedrich Fischötter                        |
| Ellwangen (Amt) | Joseph Anton Mathes                               |
| Gaildorf        | Friedrich Kausler                                 |
| Gerabronn       | Gottlob Friedrich Egelhaaf                        |
| Gmünd           | Nikolaus Wolf                                     |
| Hall            | Friedrich Heinrich Hager                          |
| Heidenheim      | Heinrich Voelter                                  |
| Künzelsau       | Eberhard Runkel                                   |
| Mergentheim     | Friedrich Ziegler (legte sein Mandat 1861 nieder) |
| Mergentheim     | Freiherr Dr. Hermann von Mittnacht                |
| Neresheim       | Friedrich von Camerer                             |
| Öhringen        | Friedrich Rödinger                                |
| Schorndorf      | Dr. Gustav Duvernoy                               |
| Welzheim        | Johann Georg Schlegel                             |

### Die Abgeordneten der Oberämter desSchwarzwaldkreises
| Oberamt        | Name                                              |
| -------------- | ------------------------------------------------- |
| Balingen       | Christian August Sigel                            |
| Calw           | Andreas Jakob Sammet                              |
| Freudenstadt   | Johann Gottlieb Rauser                            |
| Herrenberg     | Franz Karl Walter (legte sein Mandat 1859 nieder) |
| Herrenberg     | Karl Gottlieb Schüle                              |
| Horb           | Karl Geßler                                       |
| Nagold         | Johann Georg Koch                                 |
| Neuenbürg      | Peter Paul Cavallo                                |
| Nürtingen      | Gottlob Eberhardt                                 |
| Oberndorf      | Johann Friedrich Nagel                            |
| Reutlingen     | Karl Hieronymus Friedrich Esenwein († 1859)       |
| Reutlingen     | Hermann Amos                                      |
| Rottenburg     | Dr. Carl Pfeifer (legte sein Mandat 1862 nieder)  |
| Rottenburg     | Karl Schnitzler                                   |
| Rottweil       | Anton Hirt                                        |
| Spaichingen    | Marcus Maximilian Eble                            |
| Sulz           | Dr. Otto Sarwey                                   |
| Tübingen (Amt) | Ludwig Friedrich Rothenhöfer                      |
| Tuttlingen     | Karl Friedrich Leypoldt                           |
| Urach          | Konrad Müllerschön                                |

### Die Abgeordneten der Oberämter desDonaukreises
| Oberamt    | Name                                                         |
| ---------- | ------------------------------------------------------------ |
| Biberach   | Rudolf Probst                                                |
| Blaubeuren | Franz Anton Knupfer                                          |
| Ehingen    | Alois von Wiest                                              |
| Geislingen | Friedrich von Römer                                          |
| Göppingen  | Christian Philipp Seefried                                   |
| Kirchheim  | Johann Georg Heim                                            |
| Laupheim   | Karl Hierlinger                                              |
| Leutkirch  | Johannes Keller                                              |
| Münsingen  | Heinrich von Idler                                           |
| Ravensburg | Konrad Lupberger                                             |
| Riedlingen | Dr. Karl Friedrich Schnitzer (legte sein Mandat 1859 nieder) |
| Riedlingen | Martin Störkle                                               |
| Saulgau    | Andreas Alois Wiest (verstarb 1861)                          |
| Saulgau    | Adolf Walter                                                 |
| Tettnang   | Johann Georg Debler                                          |
| Ulm        | Johann Georg Ott                                             |
| Waldsee    | Johann Georg Lemmle                                          |
| Wangen     | Albin Moser (legte sein Mandat 1857 nieder)                  |
| Wangen     | Xaver Dentler                                                |